# Главная украинская рада
Главная украинская рада (ГУР) (укр. Головна українська рада) — украинская политическая организация на территории Австро-Венгрии. Была создана 1 августа 1914 года, в 1915 году преобразована во Всеобщую украинскую раду (укр. Загальна українська рада). Занимала проавстрийские позиции.

## История
В 1912 году 200 ведущих деятелей трёх украинских партий Галиции (национал-демократы, социал-демократы и радикалы) приняли заявление о лояльности правительству Австро-Венгрии и поддержке его в предстоящей войне с Россией. 1 августа 1914 года эти три партии создали политическое объединение под названием Главная украинская рада (укр. Головна Українська Рада) (ГУР), в руководство которой вошли Кость Левицкий, Михаил Павлик и Микола Ганкевич. В Манифесте ГУР, опубликованном в № 2 «Вестника освобождения Украины» (периодическое издание эмигрантского «Союза освобождения Украины») в августе 1914 года, было заявлено, что украинский народ принадлежит к тем народам, на которых более всего отразится война и её последствия; что «войны хочет Царь Российский, самодержавный властелин Империи, которая является историческим врагом Украины», что царская империя 300 лет ведёт политику угнетения Украины с целью сделать украинский народ частью русского; что победа России грозит украинскому народу Австрии лишь гнётом, а победа австро-венгерской монархии будет освобождением Украины.
Главная украинская рада рассматривала в качестве своих основных задач выработку общих направлений украинской политики, решение национально-политических проблем, вызванных начавшейся войной, политическое представительство украинцев-галичан на международном уровне, формирование национального войска. Главная украинская рада обращалась к властям Австро-Венгрии, административным органам Галиции с петициями, в которых отстаивала интересы украинского народа, вступала в контакты с представителями Центральных держав, привлекая внимание к украинскому вопросу как одному из самых актуальных для европейской политики.
4 августа 1914 Главная украинская рада приняла решение о создании украинского добровольческого формирования, получившего название «Украинские сечевые стрельцы». При Раде была создана Боевая управа, которая должна была возглавить «будущую украинскую войсковую организацию Легиона сечевых стрельцов». Основу Легиона составили военизированные группы Украинского сечевого союза.

### Реорганизация
В начале сентября 1914 года в связи с наступлением русских войск в Галиции Главная украинская рада переехала в Вену, где осуществляла свою деятельность до мая 1915 года, когда была преобразована во Всеобщую украинскую раду.